# Natació Sincronitzada als Jocs Europeus de 2015 – Equip
La prova de Equip de Natació Sincronitzada als Jocs Europeus de 2015 es va disputar entre el 12 i el 15 de juny al Baku Aquatics Centre.
Àustria no va poder competir en la rutina tècnica perquè pocs dies abans de l'inici dels Jocs, tres nadadores van ser atropellades per un autobús a la Vila Olímpica.

## Resultats
- DNS — No presentat
- FR — Reserva[2]

### Qualification
| Posició | Equip | Tècnic  | Lliure  | Total    | Notes |
| ------- | --- | ------- | ------- | -------- | ----- |
| 1       | Rússia · Valeriya Filenkova · Mayya Gurbanberdieva · Veronika Kalinina · Daria Kulagina · Anna Larkina · Anisiya Neborako · Mariia Nemchinova · Maria Salmina · Anastasiia Arkhipovskaia (FR) · Elizaveta Ovchinnikova (FR)                                                              | 89.9333 | 78.3659 | 168.2992 | Q     |
| 2       | Espanya · Julia Echeberria Esquivel · Berta Ferreras i Sanz · Helena Jauma Lluch · Carmen Juarez Campos · Emilia Luboslavova Boneva · Raquel Estefania Navarro Fernandez · Itziar Sanchez Guardamino Canton · Irene Toledano Carmelo · Sara Saldana Lopez (FR) Lidia Vigara Rodrigo (FR) | 86.1333 | 74.5739 | 160.7072 | Q     |
| 3       | Ucraïna · Valeriia Aprieleva · Valeriya Berezhna · Veronika Gryshko · Yana Nariezhna · Alina Shynkarenko · Kateryna Tkachova · Yelyzaveta Yakhno · Anna Yesipova | 87.3000 | 71.1193 | 158.4193 | Q     |
| 4       | Itàlia · Beatrice Amadei · Maria Antonietta Buccheri · Noemi Carrozza · Veronica Gallo · Laila Huric · Claudia Modaelli · Enrica Piccoli · Ludovica Redaelli · Raffaella Baldi (FR) · Elena Sernagiotto (FR)                                                                             | 84.5333 | 71.8801 | 156.4134 | Q     |
| 5       | FrançaCarolane Canavese · Alice Carbonnel · Esther Ducrocq · Inesse Guermoud · Solene Lusseau · Estelle Philibert · Abbygaelle Slonina · Laura Tremble · Camille Egidio (FR) · Charlotte Tremble (FR)                                                                                    | 81.8333 | 71.8920 | 153.7253 | Q     |
| 6       | Belarús · Aliaksandra Bichun · Hanna Kulpo · Anastasiya Navasiolava · Hanna Shulhina · Volha Taleiko · Dominika Tsyplakova · Valeryia Valasach · Elmira Wardak · Maria Egorova (FR) · Nastassia Shkuleva (FR)                                                                            | 80.1667 | 72.2341 | 152.4008 | Q     |
| 7       | Grècia · Maria Eleni Armaou · Ifigeneia Dipla · Valentina Farantouri · Giana Gkeorgkieva · Sofia Evangelia Malkogeorgou · Anastasia Taxopoulou · Anna Maria Taxopoulou · Athanasia Tsola · Vasiliki Kofidi (FR) · Maria Papadokonstantaki (FR)                                           | 82.2000 | 69.9074 | 152.1074 | Q     |
| 8       | Suïssa · Maxence Bellina · Christine Fluri · Melisande Jaccard · Vivienne Koch · Joelle Peschl · Maria Piffaretti · Pauline Rosselet · Sarina Weibel · Anais Bernard (FR) · Lara Soto Couceiro (FR)                                                                                      | 78.5000 | 70.5972 | 149.0972 | Q     |
| 9       | Països Baixos · Bregje de Brouwer · Noortje de Brouwer · Shelby Kasse · Mirthe Kuperus · Eva Meulblok · Lotte Tromp · Jori van den Hoogen · Adriani Vasilakis · Diede Bronkhorst (FR) · Laura van Meel (FR)                                                                              | 76.0000 | 68.5534 | 144.5534 | Q     |
| 10      | Regne Unit · Phoebe Bradley-smith · Jorja Brown · Jodie Cowie · Emma Critchley · Esme Lower · Genevieve Randall · Hannah Randall · Rebecca Richardson · Danielle Cooper (FR) · Lara Hockin (FR)                                                                                          | 75.1000 | 68.1716 | 143.2716 | Q     |
| 11      | Turquia · Defne Bakırcı · Öykü Evliya · Mısra Gündeş · Dilay Horasan · Rezzan Eda Tuncay · Ebru Mina Turhan · Selin Ünser · Hande Yıldız · Nurberat Gökmen (FR) · Öykü Halis (FR) | 74.8333 | 67.3818 | 142.2151 | Q     |
| 12      | Eslovàquia · Simona Barutova · Nada Daabousova · Petra Durisova · Miroslava Kratinova · Sophia Lobpreisova · Diana Miskechova · Natalia Pivarciova · Rebecca Schererova · Julia Bacharova (FR) · Alexandra Ratajova (FR)                                                                 | 72.8000 | 65.9097 | 138.7097 | Q     |
| 13      | Hongria · Dorina Dimanopulosz · Adel Fodor · Viktoria Harcsa · Lili Kertai · Fanni Kezdi · Sarolta Lukovszky · Alexandra Riemer · Veronka Szabo | 72.0667 | 63.0120 | 135.0787 |       |
| —       | Àustria · Anna-maria Alexandri · Eirini-marina Alexandri · Vasiliki-pagona Alexandri · Raffaela Breit · Verena Breit · Luna Pajer · Edit Alexa Pinter · Vanessa Sahinovic · Vanessa Romana Gamauf (FR)                                                                                   | DNS     | 49.5682 | 49.5682  |       |

### Final
| Posició | Equip | Tècnic  | Lliure  | Total    |
| ------- | --- | ------- | ------- | -------- |
| 1       | Rússia · Valeriya Filenkova · Mayya Gurbanberdieva · Veronika Kalinina · Daria Kulagina · Anna Larkina · Anisiya Neborako · Mariia Nemchinova · Maria Salmina · Anastasiia Arkhipovskaia (FR) · Elizaveta Ovchinnikova (FR)                                                                | 90.7333 | 78.3659 | 169.0992 |
| 2       | Espanya · Julia Echeberria Esquivel · Berta Ferreras i Sanz · Helena Jauma Lluch · Carmen Juarez Campos · Emilia Luboslavova Boneva · Raquel Estefania Navarro Fernandez · Itziar Sanchez Guardamino Canton · Irene Toledano Carmelo · Sara Saldana Lopez (FR) · Lidia Vigara Rodrigo (FR) | 87.4667 | 74.5739 | 162.0406 |
| 3       | Ucraïna · Valeriia Aprieleva · Valeriya Berezhna · Veronika Gryshko · Yana Nariezhna · Alina Shynkarenko · Kateryna Tkachova · Yelyzaveta Yakhno · Anna Yesipova | 87.9667 | 71.1193 | 159.0860 |
| 4       | Itàlia · Beatrice Amadei · Maria Antonietta Buccheri · Noemi Carrozza · Veronica Gallo · Laila Huric · Claudia Modaelli · Enrica Piccoli · Ludovica Redaelli · Raffaella Baldi (FR) · Elena Sernagiotto (FR)                                                                               | 83.6333 | 71.8801 | 155.5134 |
| 5       | FrançaCarolane Canavese · Alice Carbonnel · Esther Ducrocq · Inesse Guermoud · Solene Lusseau · Estelle Philibert · Abbygaelle Slonina · Laura Tremble · Camille Egidio (FR) · Charlotte Tremble (FR)                                                                                      | 83.5333 | 71.9545 | 155.4878 |
| 6       | Belarús · Aliaksandra Bichun · Hanna Kulpo · Anastasiya Navasiolava · Hanna Shulhina · Volha Taleiko · Dominika Tsyplakova · Valeryia Valasach · Elmira Wardak · Maria Egorova (FR) · Nastassia Shkuleva (FR)                                                                              | 81.4000 | 72.2341 | 153.6341 |
| 7       | Grècia · Maria Eleni Armaou · Ifigeneia Dipla · Valentina Farantouri · Giana Gkeorgkieva · Sofia Evangelia Malkogeorgou · Anastasia Taxopoulou · Anna Maria Taxopoulou · Athanasia Tsola · Vasiliki Kofidi (FR) · Maria Papadokonstantaki (FR)                                             | 81.2667 | 69.9074 | 151.1741 |
| 8       | Suïssa · Maxence Bellina · Christine Fluri · Melisande Jaccard · Vivienne Koch · Joelle Peschl · Maria Piffaretti · Pauline Rosselet · Sarina Weibel · Anais Bernard (FR) · Lara Soto Couceiro (FR)                                                                                        | 79.4667 | 70.5972 | 150.0639 |
| 9       | Regne Unit · Phoebe Bradley-smith · Jorja Brown · Jodie Cowie · Emma Critchley · Esme Lower · Genevieve Randall · Hannah Randall · Rebecca Richardson · Danielle Cooper (FR) · Lara Hockin (FR)                                                                                            | 76.4333 | 68.1716 | 144.6049 |
| 10      | Països Baixos · Bregje de Brouwer · Noortje de Brouwer · Shelby Kasse · Mirthe Kuperus · Eva Meulblok · Lotte Tromp · Jori van den Hoogen · Adriani Vasilakis · Diede Bronkhorst (FR) · Laura van Meel (FR)                                                                                | 75.7000 | 68.5534 | 144.2534 |
| 11      | Turquia · Defne Bakırcı · Öykü Evliya · Mısra Gündeş · Dilay Horasan · Rezzan Eda Tuncay · Ebru Mina Turhan · Selin Ünser · Hande Yıldız · Nurberat Gökmen (FR) · Öykü Halis (FR) | 74.9667 | 67.3818 | 142.3485 |
| 12      | Eslovàquia · Simona Barutova · Nada Daabousova · Petra Durisova · Miroslava Kratinova · Sophia Lobpreisova · Diana Miskechova · Natalia Pivarciova · Rebecca Schererova · Julia Bacharova (FR) · Alexandra Ratajova (FR)                                                                   | 73.9333 | 65.9097 | 139.8430 |